# Gran hermano (programa de televisión argentino)
Gran Hermano es un reality show producido por la franquicia argentina por John de Mol. Se emitió por primera vez el 10 de marzo de 2001 y desde allí tuvo ediciones regulares desde 2001 y una edición con famosos, siendo primero emitido por Telefe hasta 2012, entre 2015 y 2016 se emitió por América TV. En 2022 regresó a su canal original Telefe.
El programa consiste en que durante un tiempo aproximado de cuatro meses, un grupo de participantes quedará aislado de la sociedad, sin teléfonos ni conexiones con el afuera, e intentará evitar las «nominaciones» efectuadas por ellos mismos y superar las eliminaciones que, periódicamente, la audiencia decide y así conseguir el premio final.

## Historia
Gran Hermano hizo su debut en la televisión argentina el 10 de marzo de 2001 por Telefe bajo la producción de Endemol, quienes habían creado el formato en los Países Bajos. Argentina fue el primer país latinoamericano en producir el formato, lo seguirían Big Brother Brasil, Big Brother México, Gran Hermano Colombia, Gran Hermano Ecuador y Gran Hermano del Pacífico (Ecuador, Chile y Perú).
Las galas de nominación y eliminación de las primeras 3 ediciones fueron conducidas por Soledad Silveyra. En las primeras dos ediciones el premio mayor fue de $200.000, mientras que en la tercera fue de $100.000.
A partir de la cuarta edición (2007) las galas fueron conducidas por el periodista de espectáculos Jorge Rial, con un premio de $100.000. Las conducciones de los debates estuvieron a cargo de Mariano Peluffo, quien también recibía a los participantes al salir de la casa, aunque en la sexta temporada este papel lo realizó Silvina Luna (exconcursante de la segunda edición). El programa de radio que los participantes realizaron en la cuarta edición, fue conducido por Alejandro Celano, en Pop Radio. Ese mismo año también se emitió la edición Gran Hermano Famosos, donde el premio volvió a ser de $100.000, el cual al ser un reemplazo el ganador de esta edición, este recibió un monto equivale a los días que permaneció en la casa ($66.666) mientras que el resto del premio fue dividido entre el segundo y tercer finalista. En la quinta edición, también en 2007, los premios fueron de $150.000 para el ganador y $50.000 para el segundo finalista.
En la sexta edición (2010-2011), el premio pasó a ser de $400.000 para el ganador.
A mediados de la séptima edición, el conductor renuncia y es remplazado por Mariano Peluffo, mientras que Luli Fernández fue la notera. En la séptima edición, el premio inicial sería de $1.000.000 (un millón de pesos argentinos), del cual se descontarían $50.000 por cada nominación que los participantes afrontaran (el premio final resultó de 750.000 pesos argentinos, los 250.000 pesos que faltan para completar el millón fue donado a una ONG).
En el 2015, el programa realizó su octava temporada, esta vez cambiando de pantalla al canal América TV. La octava edición y la novena, fueron conducidas por Jorge Rial, marcando su regreso. En la octava edición el premio para el ganador, al iniciar, era de $500.000, pero debido a reiteradas sanciones, Gran Hermano determinó que por cada sanción recibida se le descontaría un monto de $20.000 al participante que resultase ganador (el premio final resultó ser de $457.429).
En 2016 se emite la novena edición donde el premio sería de $500.000, pero en esta ocasión, Gran Hermano decidió que el monto descontado por cada sanción sería de $25.000; incluyendo las sanciones recibidas y equivaliendo el monto a los días que permaneció en la casa, el premio recibido por el ganador resultó ser de $464.646. 
La duración del programa depende de la cantidad de participantes que el reality tenga.
El 29 de noviembre de 2017 se produjo la muerte de Rocío Gancedo, participante de la sexta temporada.
El 3 de marzo de 2022, se confirmó la décima temporada del reality, que terminó volviendo a la pantalla de Telefe para la segunda mitad del año, marcando así el regreso al canal luego de una década. Oficialmente el canal lanzó el anuncio, la promoción, y la convocatoria el 21 de junio, a través de Telefe Noticias y las redes sociales. El programa comenzó el 17 de octubre de 2022.
El 7 de diciembre de 2023, el canal chileno Chilevisión (propiedad de Paramount Global y canal hermano de Telefe) anunció la transmisión del primer capítulo de Gran Hermano Argentina que se estrenó el 11 de diciembre del mismo año, la cual pasaría a la historia por ser la edición argentina más larga (6 meses y 209 días en total) y la quinta más larga de toda la franquicia, solo por detrás de las temporadas 5, 6, 9 y 10 de Big Brother Alemania.
El 2 de diciembre de 2024 comenzó la duodécima temporada, con un premio de $70 000 000. 

## Críticas
María Inés Cháves Paz, integrante del equipo de psicólogos de Telefe durante las versiones 1 y 2 reveló ante la Justicia que a la casa ingresaron personas vulnerables, que no estaban en condiciones emocionales de afrontar el ostracismo y cuya participación había desaconsejado expresamente
Durante el año 2007 el programa ha recibido fuertes críticas por parte de funcionarios políticos en Argentina, el Secretario de Cultura de la Nación, José Nun, en una entrevista al diario La Nación afirmó que "Gran hermano es una porquería. Es la jibarización del cerebro y del pensamiento humano. Yo no lo he visto en otros países y no sé si es tan malo, pero en la Argentina es una porquería. Me asombra que pueda tener tanto éxito." "Para mí, la visión de Gran hermano es una experiencia empobrecedora."
En el mismo año el Ministro de educación Daniel Filmus expresó que "Soy crítico a un tipo de televisión, como este programa que jugó un papel en la década de 1990, cuando se expulsaba y se separaba a la gente" y criticó el estado actual de la televisión argentina: "el rating puede más que cualquier crítica, se tiene que discutir los valores que trasmite la televisión".
La edición de Gran Hermano 2015 sufrió acusaciones de irregularidades de parte de muchos televidentes, en torno a la figura de Francisco Delgado, quien entró al juego envuelto en un escándalo mediático que involucraba a figuras de la farándula. En la final cuando Francisco Delgado termina coronándose como el flamante ganador de esta edición, hubo inmediatamente denuncias de "fraude" en las redes sociales por parte de televidentes enojados que luego fueron levantadas por los principales sitios web de Argentina. Sin embargo, otros televidentes sostuvieron que la votación fue leal, ya que ocurrieron algunos inconvenientes para ambos lados, como el ingreso de los votos al final de la misma. Además, los principales testigos de la votación final (madre del campeón, padre del subcampeón y escribano público) han dicho que todo fue muy transparente.

## Ediciones
| Temporada | Temporada | Año(s)    | Conductor/a       | Canal | Días          | N°                      | Ganador(a)        | Subcampeón(a)                   | Tercer puesto       | Cuarto puesto     | Quinto puesto | Rating |
| --------- | --------- | --------- | ----------------- | ----- | ------------- | ----------------------- | ----------------- | ------------------------------- | ------------------- | ----------------- | ------------- | ------ |
|           | 1         | 2001      | Soledad Silveyra  |       | 112           | 14                      | Marcelo Corazza   | Tamara Paganini                 | Gastón Trezeguet    | Daniela Ballester |               | 26.9   |
|           | 2         | 2001      | Soledad Silveyra  | 120   | Roberto Parra | 14                      | Silvina Luna      | Gustavo Conti                   | Alejandra Martínez  | 23.2              |               |        |
|           | 3         | 2002–2003 | Soledad Silveyra  | 124   | 12            | Viviana Colmenero       | Mauricio Córdoba  | Romina Orthusteguy              | Matías Bagnato      | 21.3              |               |        |
|           | 4         | 2007      | Jorge Rial        | 119   | 18            | Marianela Mirra         | Juan Expósito     | Mariela Montero                 | Sebastián Pollastro | 27.8              |               |        |
|           | Famosos   | 2007      | Jorge Rial        | 81    | 17            | Diego Leonardi          | Jacqueline Dutrá  | Lissa Vera                      | Fernanda Neil       | 20.1              |               |        |
|           | 5         | 2007      | Jorge Rial        | 116   | 20            | Esteban Morais          | Soledad Melli     | Juan Emilio de Antón            | Celeste Nicpon      | 16.6              |               |        |
|           | 6         | 2010–2011 | Jorge Rial        | 140   | 22            | Cristian Urrizaga       | Emiliano Boscatto | Martin Anchorena                | Martín Pepa         | 20.7              |               |        |
|           | 7         | 2011–2012 | Jorge Rial        | 164   | 27            | Rodrigo Fernández       | Walquiria D'Amato | Jorge Apas                      | Álex Reigemborn     | 11.3              |               |        |
|           | 8         | 2015      | Jorge Rial        |       | 155           | 18                      | Francisco Delgado | Matías Schrank                  | Belén Etchart       | Mariano Berón     | 8.4           |        |
|           | 9         | 2016      | Jorge Rial        | 99    | 19            | Luis Fabián Galesio     | Ivana Icardi      | Mauricio Guirao                 | Leandro Robin       | Yasmila Mendeguia | 7.5           |        |
|           | 10        | 2022–2023 | Santiago del Moro |       | 161           | 20                      | Marcos Ginocchio  | Juan Ignacio «Nacho» Castañares | Julieta Poggio      |                   |               | 20.2   |
|           | 11        | 2023–2024 | Santiago del Moro | 209   | 29            | Bautista Mascia         | Emmanuel Vich     | Nicolás Grosman                 | 17.1                |                   |               |        |
|           | 12        | 2024–2025 | Santiago del Moro | 205   | 35            | Santiago «Tato» Algorta | Ulises Apóstolo   | Luz Tito                        | Eugenia Ruiz        |                   | 12.9          |        |

## Participantes
Del programa salieron diversas personalidades, que luego se transformaron en figuras del espectáculo en diferentes disciplinas, como Gastón Trezeguet, Agustin Guardis, Silvina Luna, Gustavo Conti, Ximena Capristo, Pablo Heredia, Andrea Rincón, Cristian U., Romina Malaspina, Valeria Licciardi, Marcos Ginocchio, Julieta Poggio, Nacho Castañares, Romina Uhrig, Lucila "La Tora" Villar, Constanza “Coty” Romero, Virginia Demo, Juliana "Furia" Scagliogne,Catalina Gorostidi (Hija de Adrian Gorostidi) y Baustista Mascia que se consolido como ganador y actual musico uruguayo.

## Premios y nominaciones
| Premio                                | Categoría                                           | Receptor                | Resultado | Ref.          |
| ------------------------------------- | --------------------------------------------------- | ----------------------- | --------- | ------------- |
| Premios Martín Fierro 2007            | Mejor reality                                       | Gran hermano            | Nominado  | [ 17 ]        |
| Premios Tato 2011                     | Mejor reality                                       | Gran hermano            | Nominado  | [ 18 ]        |
| Premios Tato 2012                     | Mejor reality                                       | Gran hermano            | Nominado  | [ 19 ]        |
| Premios Tato 2015                     | Mejor big show                                      | Gran hermano            | Nominado  | [ 20 ]        |
| Premios Tato 2015                     | Mejor conducción femenina                           | Pamela David            | Nominada  | [ 20 ]        |
| Premios Tato 2015                     | Mejor panelista                                     | Adrián Pallares         | Nominado  | [ 20 ]        |
| Premios Martín Fierro 2015            | Mejor reality                                       | Gran hermano            | Nominado  | [ 21 ]        |
| Premios Martín Fierro 2015            | Mejor labor en conducción femenina                  | Pamela David            | Nominada  | [ 21 ]        |
| Premios Martín Fierro 2022            | Mejor reality                                       | Gran hermano            | Ganador   | [ 22 ] [ 23 ] |
| Premios Martín Fierro 2022            | Mejor labor en conducción masculina                 | Santiago del Moro       | Ganador   | [ 22 ] [ 23 ] |
| Premios Martín Fierro 2022            | Mejor dirección en no ficción                       | Eugenio Gorkin          | Ganador   | [ 22 ] [ 23 ] |
| Premios Martín Fierro 2022            | Mejor programa interés general                      | Gran hermano, el debate | Nominado  | [ 22 ] [ 23 ] |
| Premios Martín Fierro 2022            | Mejor panelista                                     | Sol Pérez               | Nominada  | [ 22 ] [ 23 ] |
| Premios Martín Fierro 2022            | Mejor producción integral                           | Gran hermano            | Ganador   | [ 22 ] [ 23 ] |
| Premios Martín Fierro 2022            | Martín Fierro de Oro                                | Gran hermano            | Ganador   | [ 22 ] [ 23 ] |
| BreakTudo Awards 2023                 | Mejor estrella de reality                           | Marcos Ginocchio        | Ganador   | [ 24 ]        |
| BreakTudo Awards 2023                 | Mejor estrella de reality                           | Nacho Castañares        | Nominado  | [ 24 ]        |
| BreakTudo Awards 2023                 | Mejor estrella de reality                           | Thiago Medina           | Nominado  | [ 24 ]        |
| Premios MTV Miaw 2023                 | Realeza del reality                                 | Marcos Ginocchio        | Ganador   | [ 25 ]        |
| Premio Produ 2023                     | Mejor contenido de realidad de convivencia adaptado | Gran hermano            | Ganador   | [ 26 ]        |
| Premio Produ 2023                     | Mejor presentador de reality o concurso             | Santiago Del Moro       | Ganador   | [ 26 ]        |
| Premios Martín Fierro de la Moda 2023 | Mejor estilo masculino en conducción                | Santiago Del Moro       | Nominado  |               |
| Premios Martín Fierro de la Moda 2023 | Panelista femenina con mejor estilo                 | Sol Pérez               | Nominado  |               |
| Premios Martín Fierro Latino          | Mejor reality show en TV o plataforma               | Gran hermano            | Pendiente |               |
| Rose d'Or Latinos 2024                | Mejor programa de talento o competencia             | Gran hermano            | Nominado  | [ 27 ]        |
| Big Brother Award                     | Mejor temporada extensa                             | Gran hermano            | Ganador   | [ 28 ]        |
| Premios Martín Fierro 2023            | Mejor reality                                       | Gran hermano            | Ganador   | [ 29 ]        |
| Premios Martín Fierro 2023            | Mejor producción integral                           | Gran hermano            | Nominado  | [ 29 ]        |
| Premios Martín Fierro 2023            | Labor en conducción masculina                       | Santiago Del Moro       | Ganador   | [ 29 ]        |